# جوزيف برنارد
جوزيف برنارد (بالفرنسية: Joseph Bernard)‏ هو مصمم فرنسي، ولد في 18 يناير 1866 في فيين في فرنسا، وتوفي في 7 يناير 1931 في بولون-بيانكور في فرنسا.

## معرض صور

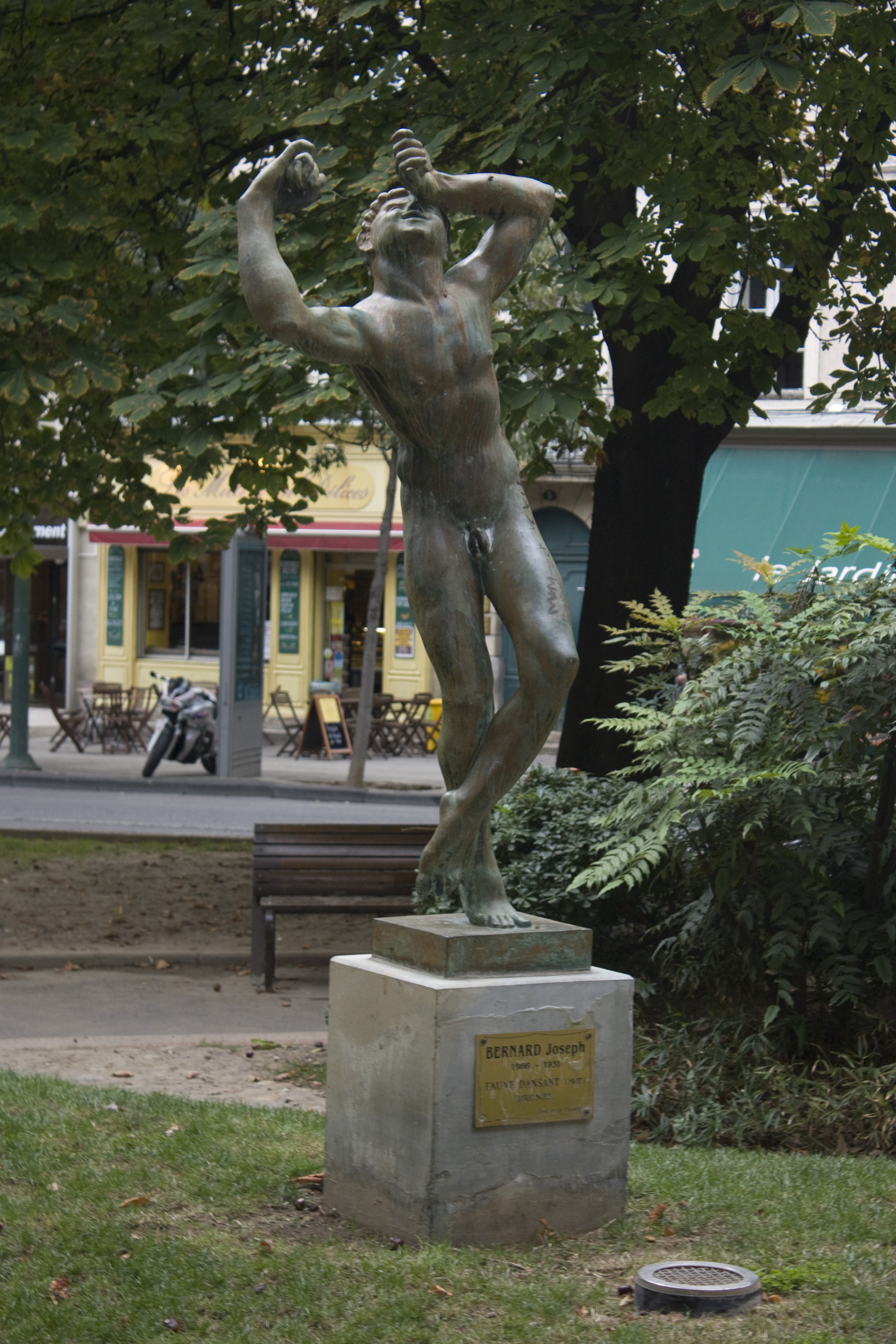
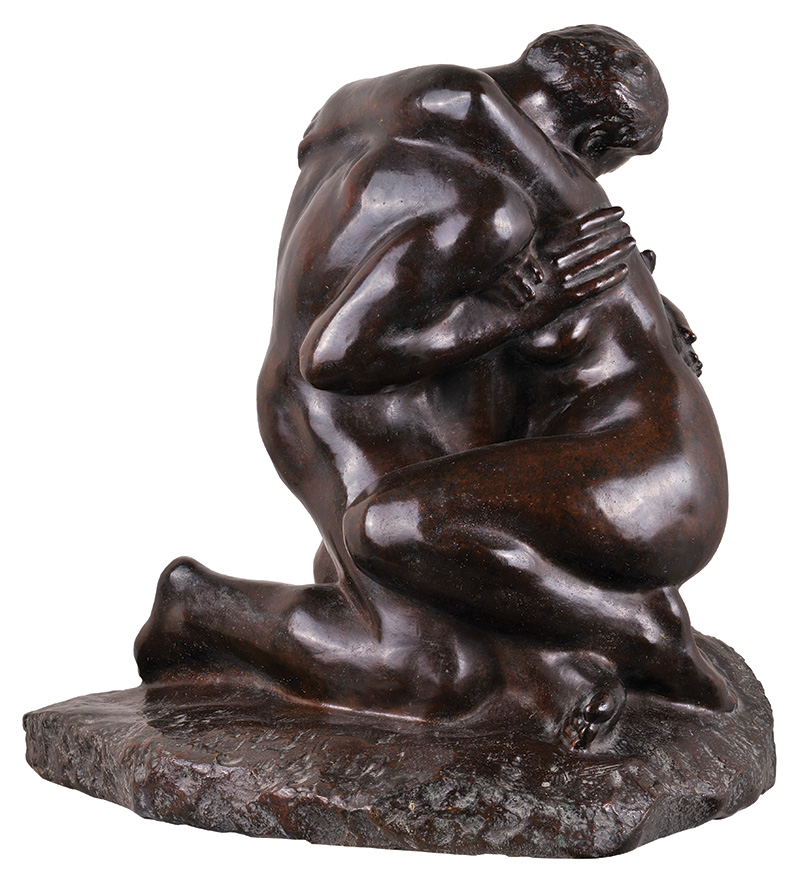
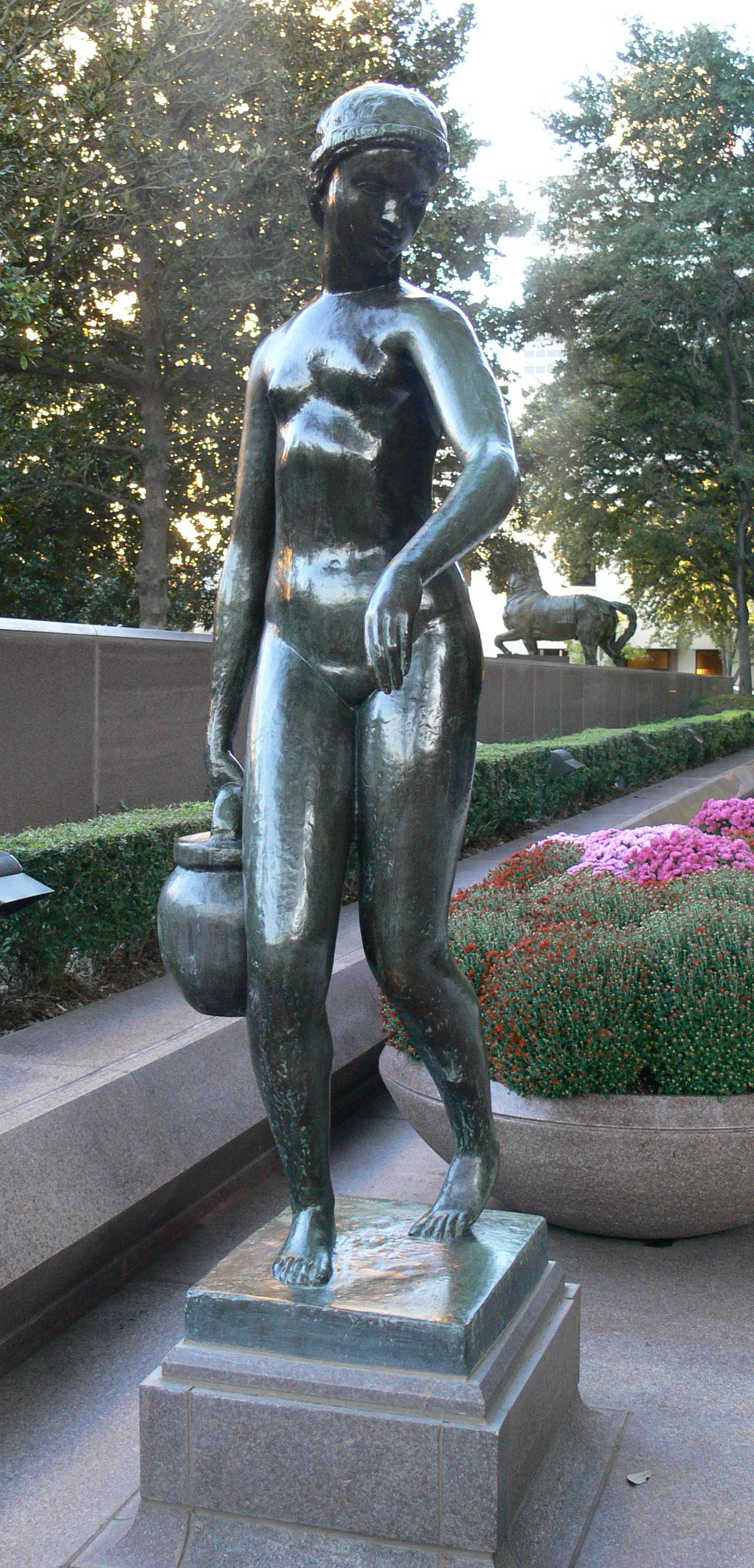
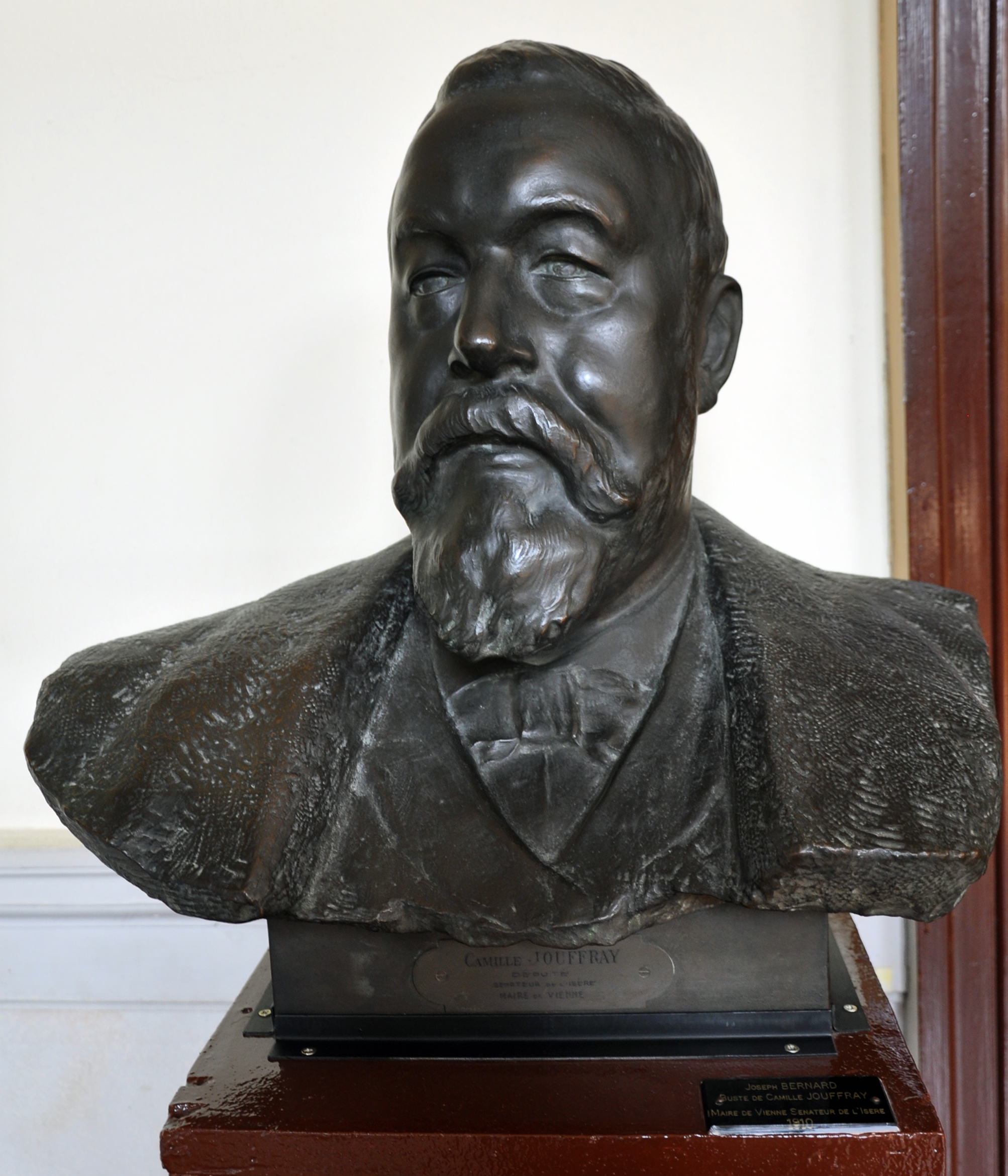

## روابط خارجية
- جوزيف برنارد على موقع أوليمبيديا (الإنجليزية)